# 竹森ゆい
竹森 ゆい（たけもり ゆい、1998年4月22日 - ）は、日本の元子役。埼玉県出身。チャームキッズに所属していた。

## 出演

### テレビ
- ピラメキーノ（2009年6月19日 - 29日・9月23日、テレビ東京） - 子役3人恋物語シーズン5[2]、おかあさんといっしょクイズ
- We Can☆（2010年4月 - 2011年4月、BSフジ） - レギュラー(We Can☆Giris)[3][4]

### CM
- バンダイナムコゲームス『太鼓の達人DS ドロロン!ヨーカイ大決戦!!』（2010年）
- 栄光ゼミナール『栄光の個別指導』（2010年 - 2011年）

### 舞台
- 劇団Beポンキッキ第1回公演「ふしぎな7つのトランク」（2010年5月、めぐろバーシモンホール） - We Can☆Girlsの一員として出演

### 雑誌
- Chiba Walker（2008年 - 2009年、角川クロスメディア）
- 小学五年生（2009年 - 2010年、小学館） - 2009年読者モデルオーディション特別賞
- 進研ゼミ小学講座（2009年 - 2010年、ベネッセコーポレーション）
- ニコ☆プチ（2009年、新潮社）
- 読売KODOMO新聞（2011年 - 2012年、読売新聞社） - 「ガールズなう」レギュラーモデル
- キャラぱふぇ 9月号・10月号（2011年、アスキーメディアワークス）
- 進研ゼミ中学講座（2011年、ベネッセコーポレーション）